# Hamacreadium angusticollis
Hamacreadium angusticollis är en plattmaskart. Hamacreadium angusticollis ingår i släktet Hamacreadium och familjen Opecoelidae. Inga underarter finns listade i Catalogue of Life.